# Ню-металкор
Ню-металкор (англ. nu metalcore) — поджанр метала, образовавшийся из слияния ню-метала и металкора, появившийся в начале 2000-х и набравший популярность в 2010-е годы. Некоторые ню-металкор группы так же находятся под влиянием дэткора, пост-хардкора, R&B, и поп-музыки. Жанр характеризуется экстремальными видами вокала, низко настроенными бас- и электрогитарами, рэпом, семплами и тёрнтейблизмом.

## История
Дебютный одноименный альбом 2002 года группы Demon Hunter был первым альбомом, который описывали как сочетание звучания ню-метала и хардкор-панка. В 2000 году Earth Crisis выпускает альбом Slither, находящийся под сильным влиянием звучания Machine Head, Korn и Slipknot. В первой половине 2000-х такие группы, как Chimaira, Ill Niño, Dry Kill Logic, начинавшие с ню-метала, начали внедрять в свою музыку элементы металкора. В 2005 году американская группа Bloodsimple выпускает альбом A Cruel World, который сочетает в себе ню-метал, грув-метал и металкор. В начале 2010-х такие металкор и дэткор группы, как Emmure, Suicide Silence, Issues и Of Mice & Men набрали популярность, внеся в свое звучание элементы ню-метала. Альбом Suicide Silence The Black Crown 2011 года поднялся на 28 строку чарта Billboard 200. Дебютный одноименный альбом Issues 2014 года поднялся на 9 строчку этого же чарта. Альбом сочетает в себе элементы ню-метала, металкора, R&B и поп-музыки. Альбом Of Mice & Men Restoring Force 2014 года оказался на 4 строчке Billboard 200.
В 2013 году My Ticket Home выпускает альбом Strangers Only, в музыке группы появились элементы ню-метала. В 2020 году, Emmure выпустили альбом Hindsight, на котором заметно ещё большее влияние ню-метала. Вокалист группы Фрэнки Палмери сказал, что на него сильно повлияли Фред Дёрст и Джонатан Дэвис.